# Hadena variolata
Hadena variolata là một loài bướm đêm trong họ Noctuidae.